# Mouhammad Khan (mort en 1750)
Shahzada Mouhammad Khan (Multan, Inde, v.1690 - Sibbi, Afghanistan, 1750) fut un prince afghan de la dynastie des Durrani. Il fut le Chef de la famille des Abdali de 1722 à 1724.
Mouhammad Khan est né à Multan, dans l'empire moghol (actuel Pakistan), aux alentours des années 1690. Il était le second fils d'Abdoullah Khan, un Shah de Hérat et Sultan de Safa, et de son épouse, une fille de Sardar Daulat Khan. Devenu Prince héritier des terres Durrani à la mort de son frère aîné Asadoullah Khan II (en 1720), il devint finalement Chef de la Tribu des Abdali à la mort de son père.
Reconnu officiellement par la noblesse afghane à Hérat, avant le 15 juillet de l'an 1722, il s'opposa dès le début de son règne à son cousin Zoulfikhar Khan, qui l'obligea à abdiquer, avant le 19 septembre de l'an 1724.
Exilé en Inde (à l'époque faisant partie de l'Empire moghol), il fut reçu par l'empereur Muhammad Shâh, qui lui offrit une pension impériale, des terres à Multan, Delhi et Lahore, et des titres. En 1750, avant le 30 novembre, alors qu'il tentait de traverser l'Afghanistan, il fut assassiné à Sibbi.
De son épouse inconnue, il eut trois fils :
- Abdoul Rahim Khan
- Mouhammad Akbar Khan
- Asghar Khan (mort en 1750), assassiné en même temps que son père